# Jährig (Endschütz)
Jährig ist eine Siedlung der Gemeinde Endschütz im Landkreis Greiz in Thüringen.

## Geografie
Die Siedlung Jährig liegt nordöstlich von Endschütz mit Anbindung an die Kreisstraße 117 im stark kupierten Gelände einer Geländeetage des östlichen Uferumlandes der Weißen Elster.

## Geschichte
1540–1542 wurde der Weiler erstmals urkundlich erwähnt.
Der Bewohner waren meist landwirtschaftlich geprägt.